# تامکا ویلیامز
تامکا ویلیامز (انگلیسی: Tameka Williams؛ زادهٔ ۳۱ اوت ۱۹۸۹ در باستر) ورزشکار دو و میدانی زن در رشته‌های ۱۰۰ متر، ۲۰۰ متر، پرش طول اهل سنت کیتس و نویس است که در مجموع در مسابقات قهرمانی آمریکای مرکزی و کارائیب برندهٔ ۱ مدال طلا شده‌است.

## دستاوردها
| سال                            | مسابقه                                  | محل برگزاری                    | مقام                           | رویداد                         | توضیحات                        |
| به نمایندگی از سنت کیتس و نویس | به نمایندگی از سنت کیتس و نویس          | به نمایندگی از سنت کیتس و نویس | به نمایندگی از سنت کیتس و نویس | به نمایندگی از سنت کیتس و نویس | به نمایندگی از سنت کیتس و نویس |
| ------------------------------ | --------------------------------------- | ------------------------------ | ------------------------------ | ------------------------------ | ------------------------------ |
| ۲۰۰۶                           | مسابقات قهرمانی نوجونانا جهان           | پکن، چین                       | ۳۷ام (h)                       | ۱۰۰ متر                        | ۱۲٫۰۰ (wind: +1.6 m/s)         |
| ۲۰۰۸                           | مسابقات قهرمانی نوجوانان جهان           | بیدگوشچ، لهستان                | ۲۳ام (sf)                      | ۱۰۰ متر                        | ۱۱٫۹۹ (wind: 0.0 m/s)          |
| ۲۰۰۸                           | مسابقات قهرمانی نوجوانان جهان           | بیدگوشچ، لهستان                | ۳۰ام (h)                       | ۲۰۰ متر                        | ۲۴٫۵۵ (wind: +0.2 m/s)         |
| ۲۰۰۸                           | مسابقات قهرمانی نوجوانان جهان           | بیدگوشچ، لهستان                | ۶ام                            | ۴ × ۱۰۰ متر امدادی             | ۴۵٫۱۰                          |
| ۲۰۰۹                           | مسابقات قهرمانی آمریکای مرکزی و کارائیب | هاوانا                         | ۱ام                            | ۴ × ۱۰۰ متر امدادی             | ۴۳٫۵۳ رکورد ملی                |
| ۲۰۱۰                           | NACAC U23 Championships                 | میامی، ایالات متحده            | ۸ام                            | ۱۰۰ متر                        | 12.78 (wind: +2.2 m/s) w       |